# Kiruna (Gemeinde)
Koordinaten: 67° 51′ N, 20° 13′ O

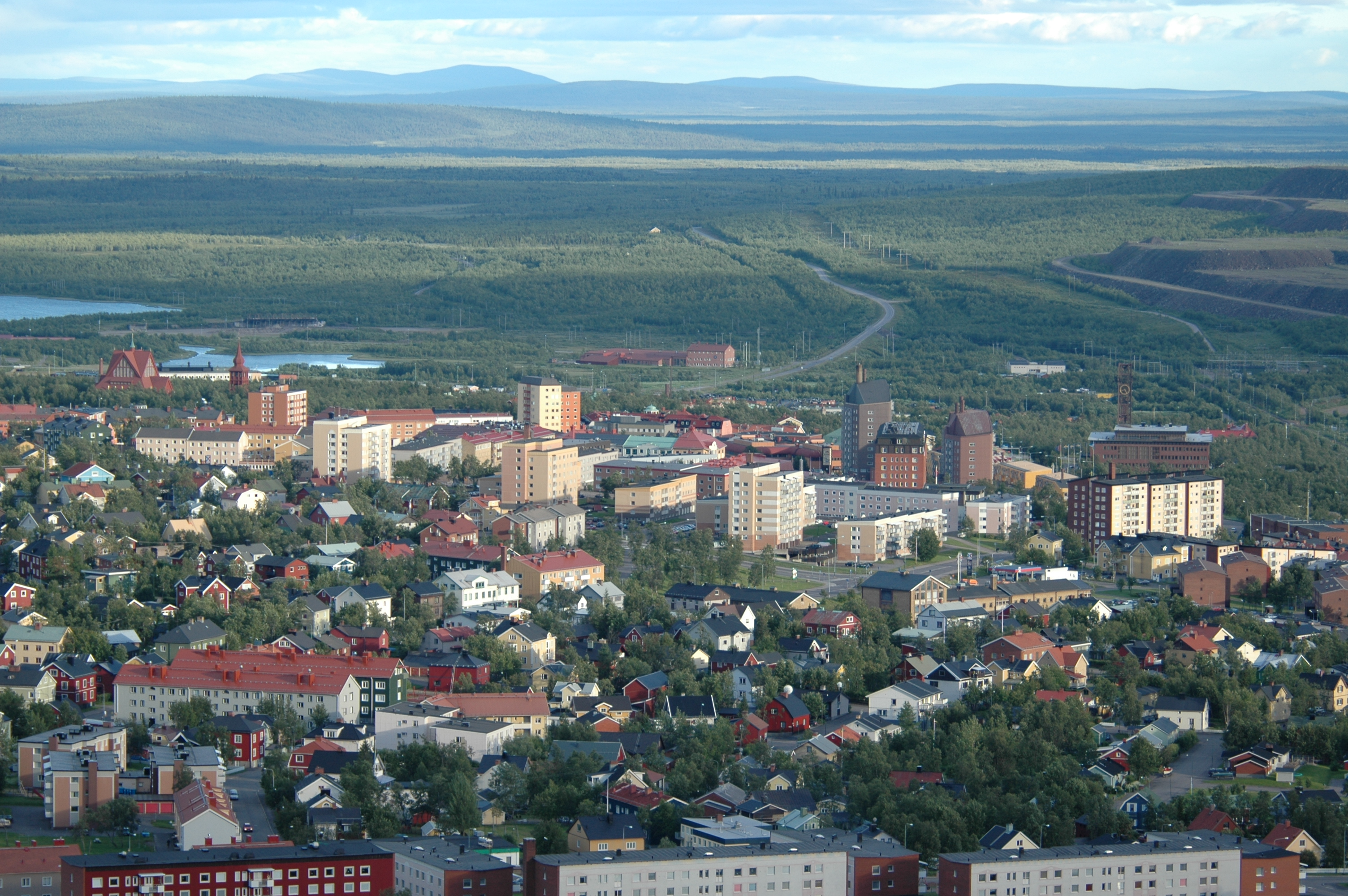
Kiruna

Kiruna ist eine Gemeinde (schwedisch kommun) in der nordschwedischen Provinz Norrbottens län und der historischen Provinz Lappland. Sie ist die nördlichste Gemeinde Schwedens.
Der Hauptort der Gemeinde ist Kiruna. Neben Kiruna gibt es in der Gemeinde noch fünf größere Ortschaften (tätorter): Abisko, Jukkasjärvi, Karesuando, Kuttainen und Svappavaara. Durch die Gemeinde führen die Europastraßen 10 und  45 (Inlandsvägen) sowie die Erzbahn (Malmbanan) zwischen Luleå und Narvik.

## Geographie
Kiruna ist mit über 20.000 km² inklusive Binnengewässern die flächenmäßig größte Gemeinde Schwedens (etwas kleiner als Hessen). Sie erstreckt sich etwa 160 Kilometer entlang der norwegischen Grenze im Westen und 140 Kilometer entlang der finnischen Grenze im Nordosten.
Vom Hochgebirge in südöstliche Richtung fließen die Flüsse Torne älv, Lainioälven, Könkämäälven und Muonio älv, wobei die zwei letzteren die Grenze nach Finnland bilden.
Etwa die Hälfte des Gemeindegebietes wird von der Hochgebirgslandschaft im Nordwesten eingenommen. Hier liegen Schwedens höchster Berg, der Kebnekaise, und die Nationalparks Abisko und Vadvetjåkka. Der Südosten der Gemeinde ist von ausgedehnten Nadelwäldern bedeckt.

## Religion
Die Katholiken in Kiruna sind der Pfarrei St. Josef mit Sitz in Luleå zugeordnet; katholische Gottesdienste finden monatlich in den Räumen der Heilsarmee in Kiruna statt.
Kiruna gehört zum Bistum Luleå der evangelisch-lutherischen Schwedischen Kirche.

## Wirtschaft
Die Wirtschaft der Gemeinde wird vom Bergbauunternehmen LKAB dominiert. Weitere wichtige Wirtschaftszweige sind Weltraumforschung und Fremdenverkehr. Zu den Forschungseinrichtungen in Kiruna gehören das Institut für Weltraumphysik, der Raketenstartplatz Esrange, Svenska Rymdaktiebolaget, Satellitbild AB und andere.
Auch die traditionelle Rentierzucht spielt mit etwa 700 Rentierzüchtern noch eine gewisse Rolle.

## Sehenswürdigkeiten
17 km östlich der Stadt Kiruna, die eine interessante Architekturgeschichte aufzuweisen hat, liegt Jukkasjärvi, in dem sich eine alte Kirche aus dem Jahr 1726 und im Winter ein Eishotel befinden. Karesuando, 170 km östlich von Kiruna an der finnischen Grenze, ist Schwedens nördlichstes Kirchdorf mit vorwiegend samischer Bevölkerung. In Karesuando liegt auch der Pfarrhof Lestadii pörte des bedeutenden Erweckungspredigers Lars Levi Læstadius.
Etwa 100 km nordwestlich von Kiruna liegt Schwedens siebentgrößter See, der Torneträsk, an dem sich die Fremdenverkehrszentren Abisko und Björkliden befinden. Von Abisko führt der Weitwanderweg Kungsleden in das Gebirge und zum Kebnekaise, dem höchsten Berg Schwedens. In dem Gebiet befindet sich mit der Låktatjåkko Fjällstation die höchstgelegene bewirtschaftete Berghütte Schwedens. Weiter westlich an der norwegischen Grenze ist der Ort Riksgränsen besonders für Wintersportler interessant.

## Partnerschaften
- Archangelsk (Russland), seit 9. August 1999

## Persönlichkeiten
- Jesper Rönnbäck (* 1974), Freestyle-Skier
- Börje Salming (1951–2022), Eishockeyspieler